# Thecla chonida
Thecla chonida är en fjärilsart som beskrevs av William Chapman Hewitson 1874. Thecla chonida ingår i släktet Thecla och familjen juvelvingar. Inga underarter finns listade i Catalogue of Life.